# La Tossa (la Torre de Cabdella)
La Tossa és una muntanya de 1.105,9 metres d'altitud del municipi de la Torre de Cabdella, dins de l'antic terme de Mont-ros, situada a prop i al sud-est de la població de la Plana de Mont-ros, i al nord-est de Beranui. És, de fet, el contrafort nord-occidental del Tossal de Beranui.